# دلتا (يوتا)
دلتا (بالإنجليزية: Delta, Utah)‏ هي مدينة تقع في الولايات المتحدة في مقاطعة ميلارد، يوتا. يقدر عدد سكانها بـ 3,457 نسمة ومساحتها 8.2 كم2 وترتفع عن سطح البحر 1,414 متر.

## التركيبة السكانية
حدّد مكتب تعداد الولايات المتحدة بيانات التركيبة السكانية لدلتا في تعداد الولايات المتحدة. في ما يلي، التركيبة السكانية حسب تعدادي 2000 و2010.

### تعداد عام 2000
بلغ عدد سكان دلتا 3,209 نسمة بحسب تعداد عام 2000، وبلغ عدد الأسر 1,006 أسرة وعدد العائلات 781 عائلة مقيمة في المدينة. في حين سجلت الكثافة السكانية 142.1 نسمة لكل كيلومتر مربع (368.0/ميل2). وبلغ عدد الوحدات السكنية 1,106 وحدة بمتوسط كثافة قدره 49 لكل كيلومتر مربع (126.9/ميل2).
وتوزع التركيب العرقي للمدينة بنسبة 94.61% من البيض و0.06% من الأمريكيين الأفارقة و0.97% من الأمريكيين الأصليين و0.12% من الأمريكيين ذوي الأصول الآسيوية و0.28% من سكان جزر المحيط الهادئ و3.15% من الأعراق الأخرى و0.81% من عرقين مختلطين أو أكثر و10.10% من الهسبانيون أو اللاتينيون من أي عرق.
بلغ عدد الأسر 1,006 أسرة كانت نسبة 50.9% منها لديها أطفال تحت سن الثامنة عشر تعيش معهم، وبلغت نسبة الأزواج القاطنين مع بعضهم البعض 65.3% من أصل المجموع الكلي للأسر، ونسبة 9% من الأسر كان لديها معيلات من الإناث دون وجود شريك، بينما كانت نسبة 3.3% من الأسر لديها معيلون من الذكور دون وجود شريكة وكانت نسبة 22.4% من غير العائلات. تألفت نسبة 20.8% من أصل جميع الأسر من عدة أفراد يعيشون في نفس المنزل ونسبة 10.2% كانت تتألف من شخص يعيش بمفرده يبلغ من العمر 65 عاماً أو أكثر. وبلغ متوسط حجم الأسرة المعيشية 3.15، أما متوسط حجم العائلات فبلغ 3.71.
بلغ العمر الوسطي للسكان 27.7 عاماً. وكانت نسبة 38.7% من القاطنين تحت سن الثامنة عشر، وكانت نسبة 8.2% بين الثامنة عشر والرابعة والعشرين عاماً، ونسبة 24.3% كانت واقعةً في الفئة العمرية ما بين الخامسة والعشرين والرابعة والأربعين عاماً، ونسبة 18% كانت ما بين الخامسة والأربعين والرابعة والستين، ونسبة 9.6% كانت ضمن فئة الخامسة والستين عاماً فما فوق. يوجد لكل 100 أنثى 104.4 ذكر، ويوجد لكل 100 أنثى في الثامنة عشر من عمرها فما فوق 96.3 ذكر.
بلغ متوسط دخل الأسرة في المدينة 37,773 دولارًا، أما متوسط دخل العائلة فبلغ 43,952 دولارًا. وكان متوسط دخل الذكور 37,340 دولارًا مقابل 21,369 دولارًا للإناث. وسجل دخل الفرد الخاص بالمدينة 13,273 دولارًا. وكانت نسبة 10.1% من العائلات ونسبة 13% من السكان تحت خط الفقر، وكان من هؤلاء نسبة 16.5% تحت سن الثامنة عشر ونسبة 5.4% في الخامسة والستين من العمر وما فوق.

### تعداد عام 2010
بلغ عدد سكان دلتا 3,436 نسمة بحسب تعداد عام 2010، وبلغ عدد الأسر 1,151 أسرة وعدد العائلات 845 عائلة مقيمة في المدينة. في حين سجلت الكثافة السكانية 152.1 نسمة لكل كيلومتر مربع (393.9/ميل2). وبلغ عدد الوحدات السكنية 1,269 وحدة بمتوسط كثافة قدره 56.2 لكل كيلومتر مربع (145.6/ميل2).
وتوزع التركيب العرقي للمدينة بنسبة 81.05% من البيض و0.23% من الأمريكيين الأفارقة و0.76% من الأمريكيين الأصليين و0.41% من الأمريكيين ذوي الأصول الآسيوية و0.26% من سكان جزر المحيط الهادئ و15.66% من الأعراق الأخرى و1.63% من عرقين مختلطين أو أكثر و20.49% من الهسبانيون أو اللاتينيون من أي عرق.
بلغ عدد الأسر 1,151 أسرة كانت نسبة 43.2% منها لديها أطفال تحت سن الثامنة عشر تعيش معهم، وبلغت نسبة الأزواج القاطنين مع بعضهم البعض 59.6% من أصل المجموع الكلي للأسر، ونسبة 9.9% من الأسر كان لديها معيلات من الإناث دون وجود شريك، بينما كانت نسبة 3.9% من الأسر لديها معيلون من الذكور دون وجود شريكة وكانت نسبة 26.6% من غير العائلات. تألفت نسبة 22.8% من أصل جميع الأسر من عدة أفراد يعيشون في نفس المنزل ونسبة 12.5% كانت تتألف من شخص يعيش بمفرده يبلغ من العمر 65 عاماً أو أكثر. وبلغ متوسط حجم الأسرة المعيشية 2.91، أما متوسط حجم العائلات فبلغ 3.44.
بلغ العمر الوسطي للسكان 30.6 عاماً. وكانت نسبة 34.1% من القاطنين تحت سن الثامنة عشر، وكانت نسبة 8.4% بين الثامنة عشر والرابعة والعشرين عاماً، ونسبة 22.4% كانت واقعةً في الفئة العمرية ما بين الخامسة والعشرين والرابعة والأربعين عاماً، ونسبة 21.9% كانت ما بين الخامسة والأربعين والرابعة والستين، ونسبة 13.3% كانت ضمن فئة الخامسة والستين عاماً فما فوق. وتوزع التركيب الجنسي للسكان بنسبة 50.3% ذكور و49.7% إناث.

## أعلام
- رون رايت
- كريسي تيغن
- ماكس بلاك
- جيمس إي. فاوست